# McLennan (Alberta)
Pour les articles homonymes, voir McLennan.

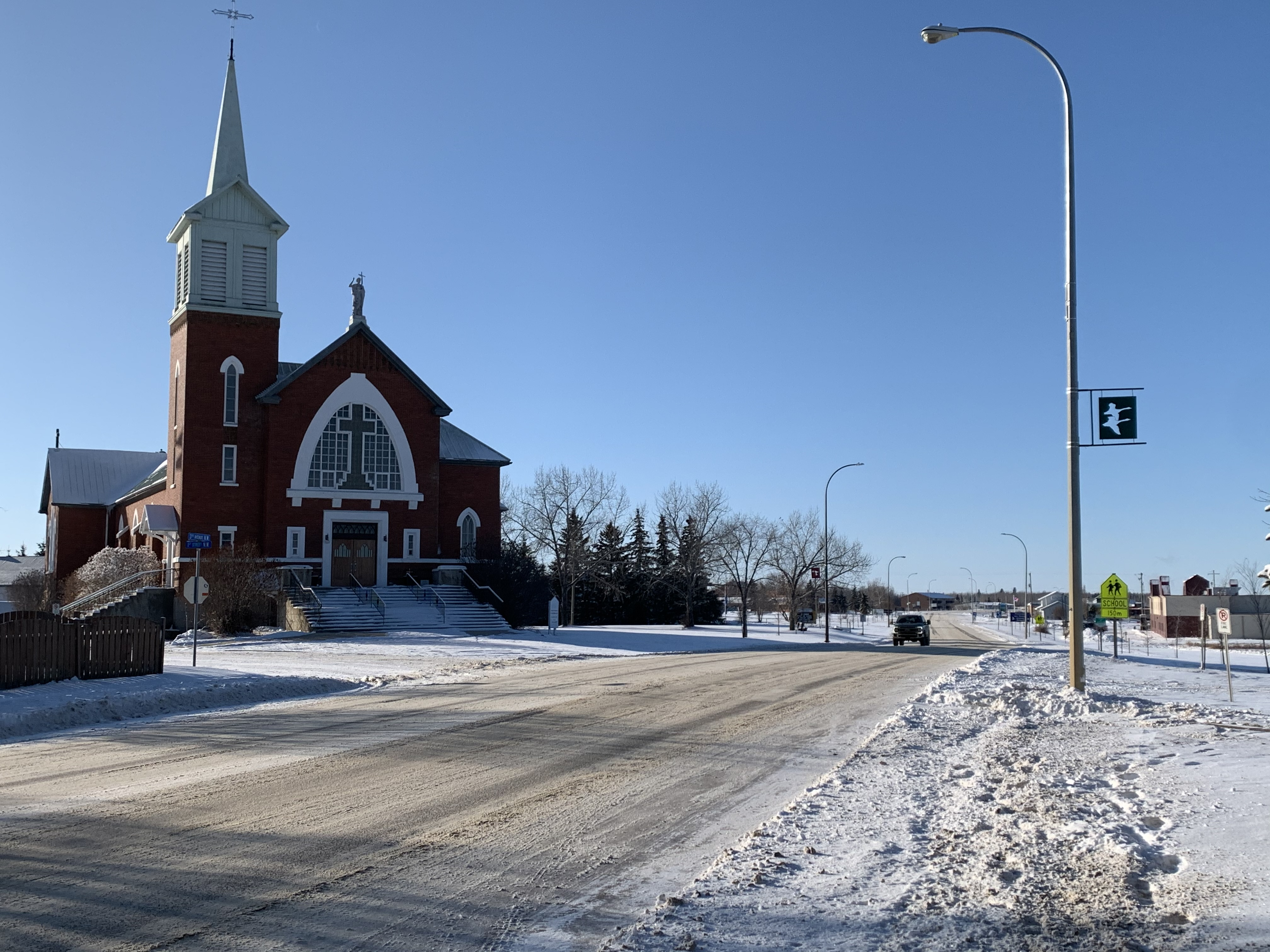

McLennan est une ville (town) située dans la Région de la Rivière de la Paix en Alberta, Canada. Elle fait partie du district municipal de Smoky River.
La ville fut fondée à côté du lac Kimiwan, au début du XXe siècle avec l'arrivée du chemin de fer. L'endroit était appelé lac Kimiwan qui signifie lac rond en langue amérindienne. Il fut nommé MacLennan en 1914 en raison du nom du chef de chantier des travaux ferroviaires[réf. nécessaire].
La ville de McLennan possède un observatoire pour la faune avicole. Plus de deux cents espèces sont recensées autour du lac Kimiwan situé à côté de la ville[réf. nécessaire].
Un quart des habitants de McLennan font partie de la communauté franco-albertaine. La ville de McLennan est entouré de villages majoritairement francophones[réf. nécessaire].

## Démographie
| 2001 | 2006 | 2011 | 2016 |
| ---- | ---- | ---- | ---- |
| 804  | 824  | 809  | 701  |